# Jon Beason
(en) Statistiques sur pro-football-reference
Jonathan « Jon » Beason, né le 14 janvier 1985 à Miramar (Floride), est un ancienjoueur américain de football américain qui évoluait au poste de linebacker.
Au lycée, Beason joue à des multiples positions mais se fixe sur le poste de linebacker.
Après avoir effectué sa carrière universitaire à l'Université de Miami où sera connu comme membre du groupe de musique rap 7th Floor Crew, il fut drafté en 2007 à la 25e place (premier tour) par les Panthers de la Caroline avec lesquels il joue actuellement. Il alterne son temps de jeu avec le linebacker Dan Morgan, lui-même ancien de l'Université de Miami.
Lors de la saison NFL 2007, il effectue 140 tacles (en solitaire et en assisté) en saison régulière, soit le plus gros nombre de tacles pour une rookie cette saison.
En 2013, il rejoint les Giants de New York.